# 1957 في كولومبيا
فيما يلي قوائم الأحداث التي وقعت خلال عام 1957 في كولومبيا.

## سياسة

### تعيين في المنصب
- 10 مايو – غابرييل باريس غورديلو رئيس كولومبيا.

### انتهاء فترة المنصب
- 10 مايو – غوستابو روخاس بينيا رئيس كولومبيا.

## رياضة
- 1 يناير – الدوري الكولومبي لكرة القدم 1957 الفائز إنديبندينتي ميديلين.

## مواليد

### يناير
- 1 يناير – بيدرو رويز
- 25 يناير – لويس جرافيتو قاتل متسلسل كولومبي.

### فبراير
- 1 فبراير – غوستافو بيل سياسي كولومبي.

### أبريل
- 16 أبريل – رينالدو رويدا لاعب كرة قدم كولومبي.

### مايو
- 2 مايو – فابيو أوتشوا فاسكيز مهرب مخدرات كولومبي.

### يوليو
- 2 يوليو – فيسنتي كاستانيو مهرب مخدرات كولومبي.
- 17 يوليو – أنجيلا بيسيرا كاتبة كولومبية.
- 23 يوليو – لويس فرناندو مونتويا
- 30 يوليو – ميغيل أوقستو برنس لاعب كرة قدم كولومبي.

### سبتمبر
- 12 سبتمبر – لويس بيريز لاعب كرة قدم كولومبي.